# Kerrville
Kerrville és una població dels Estats Units a l'estat de Texas. Segons el cens del 2000 tenia 20.425 habitants.

## Demografia
Segons el cens del 2000, Kerrville tenia 20.425 habitants, 8.563 habitatges, i 5.411 famílies. La densitat de població era de 471,9 habitants/km².
Dels 8.563 habitatges en un 22,9% hi vivien nens de menys de 18 anys, en un 49,8% hi vivien parelles casades, en un 10,2% dones solteres, i en un 36,8% no eren unitats familiars. En el 33,1% dels habitatges hi vivien persones soles el 19,4% de les quals corresponia a persones de 65 anys o més que vivien soles. El nombre mitjà de persones vivint en cada habitatge era de 2,21 i el nombre mitjà de persones que vivien en cada família era de 2,79.
Per edats la població es repartia de la següent manera: un 21% tenia menys de 18 anys, un 8% entre 18 i 24, un 21,3% entre 25 i 44, un 20,4% de 45 a 60 i un 29,3% 65 anys o més.
L'edat mediana era de 45 anys. Per cada 100 dones de 18 o més anys hi havia 83 homes.
La renda mediana per habitatge era de 32.085 $ i la renda mediana per família de 38.979 $. Els homes tenien una renda mediana de 27.555 $ mentre que les dones 19.923 $. La renda per capita de la població era de 20.193 $. Aproximadament l'11,7% de les famílies i el 15,6% de la població estaven per davall del llindar de pobresa.

## Poblacions més properes
El següent diagrama mostra les poblacions més properes.